# Kazimierz Siuchniński
Kazimierz Siuchniński (ur. 4 kwietnia 1928, zm. 15 czerwca 1981) – polski archeolog, specjalizujący się w epoce neolitu. W swoich badaniach skupiał się przede wszystkim na prehistorii Pomorza, przede wszystkim Środkowego i Zachodniego. Był także współzałożycielem pionierskiego zespołu badawczego zajmującego się wczesnośredniowiecznym osadnictwem grodowym na Pomorzu Środkowym.

## Kariera naukowa
Jego zainteresowania naukowe wyznaczyła praca magisterska, będąca opracowaniem materiałów archeologicznych z miejscowości Wartin (dziś w gminie Casekow). Znajdujące się tam cmentarzysko i osadę datrowano na neolit i wczesną epokę brązu. Zaraz po studiach Siuchniński został zatrudniony w Muzeum Pomorza Zachodniego (dziś Muzeum Narodowe w Szczecinie), gdzie przy okazji prowadzenia prac ratowniczych na różnych stanowiskach archeologicznych, miał możliwość zapoznania się z bogatym archiwum poniemieckim. W 1961 objął stanowisko asystenta w Katedrze Archeologii UAM. Doktoryzował się na podstawie rozprawy Klasyfikacja kultur neolitycznych na Pomorzu Zachodnim (opublikowana w dwóch częściach, w latach 1969 i 1972). W roku 1977 przedstawił rozprawę habilitacyjną pt. Stosunki kulturowe u ujścia Odry w neolicie i początkach epoki brązu (wydana pośmiertnie w dziele zbiorowym Dzieje Szczecina, 1983). Jego dorobek pisarski około 60 pozycji. Zmarł 15 czerwca 1981, pochowany na cmentarzu w Poznaniu-Miłostowie.